# Ergodic Theory and Dynamical Systems
Ergodic Theory and Dynamical Systems ist eine seit 1981 in englischer Sprache erscheinende mathematische Fachzeitschrift, die von der Cambridge University Press herausgegeben wird.
Nach eigenen Angaben konzentriert sich die Zeitschrift auf eine reiche Varietät von Forschungsgebieten, die trotz ihrer Diversität eine Varietät dynamischer Methoden verwenden. Sie wirkt als ein Forum für zentrale Probleme dynamischer Systeme und der Wechselwirkungen dynamischer Systeme mit zahlreichen anderen Gebieten, darunter Geometrie, geometrische Gruppentheorie, Zahlentheorie, Kombinatorik, harmonische Analyse, Operatoralgebren, Himmelsmechanik und statistische Mechanik, Wahrscheinlichkeitstheorie, zelluläre Automaten und Ergodentheorie. 